# Requiem et Reminiscence 〜終焉と静寂〜
『Requiem et Réminiscence 〜終焉と静寂〜』（レクイエム エット レミネッセンス しゅうえんとせいじゃく）は、2001年9月28日に発売されたGacktのライブ・ビデオ。発売元は日本クラウン。本作発売から1か月後には、「特別編」と題したDVD版が発売された。 

## 概要
2枚目のアルバム『Rebirth』を携えて15か所20公演を行ったアルバムツアー『Gackt Live Tour 2001 Requiem et Réminiscence 〜鎮魂と再生〜』のツアーファイナルである2001年6月23日の横浜アリーナ公演のライブの模様が収録されている。なお、1st missonで演奏された「Sayonara」以外の楽曲は全てキーを半音下げて演奏されている。
- VHS版は一本に全曲収録されているが、DVD版は2枚組になっている。
- DVD版の特典映像として、1st missonと3rd missionの前に流された映像のメイキング映像とアレンジバージョンが収録されている。
- VHS、DVD版を含め、トーク場面はカットされている。

## 収録曲
1. NINE SPIRAL
イントロで、スモークを出す演出がなされている。曲演奏終了後、サポートメンバーであるchachamaruのギターソロが追加されている。
2. Maria
イントロのギターソロは、サポートメンバーであるYOUとchachamaruが担当しており、曲演奏終了後、間を置かず次曲に繋がる。
3. seven
4. uncontrol
5. Sayonara
Gacktがピアノを演奏している。演奏後、Gacktが女性に撃たれ、Gacktを撃った女性が倒れてしまった後暗転し、間を置かず、次の曲に移る。
6. Secret Garden
ここから、2nd missonである。サポートメンバーのジャム・セッションがイントロとして追加されている。
7. Kalmia
8. Cube
ライブツアーでは初披露。
9. 鶺鴒 〜seki-ray〜
アルバムバージョンを基にアレンジされていて、イントロがカットされており、いきなり歌い始める。また前回と同様に、ラストサビ歌唱後に雪を降らす演出がされている。
DVD版では、ここまででDisc1が終了する。
10. U+K
ここから、3rd missonである。前回と同様のアレンジ。
DVD版では、ここからDisc2が開始される。
11. Mirror
演奏の形は前回と同様。
12. Papa lapped a pap lopped
この曲が演奏される前に、MCが入っていた。曲演奏開始と同時にダンサーが登場。
13. marmalade
14. 君のためにできること
アルバムバージョンでの演奏。
最初に、Gacktがファンに向けてメッセージを送る。ラストサビ突入と同時に、銀テープが発射される。
15. 再会 〜Story〜
last misson。ライブ初演奏。